# Anthicus recens
Anthicus recens är en skalbaggsart som beskrevs av Werner 1966. Anthicus recens ingår i släktet Anthicus och familjen kvickbaggar. Inga underarter finns listade i Catalogue of Life.